# Mikołaj Caradja
Mikołaj Caradja (także Carageá) (rum. Nicolae Caradja) – hospodar Wołoszczyzny w latach 1782–1783.
Został wprowadzony na tron po ustąpieniu zeń Aleksandra Ipsilantiego, jednak już po półtora roku został usunięty przez Turków wskutek podejrzenia o kontakty z Rosją. Przed objęciem tronu wołoskiego pełnił prominentną funkcję tłumacza na dworze sułtańskim.